# Corrente dell'Angola
La corrente dell'Angola è una corrente oceanica temporanea. Si tratta di un'estensione della corrente della Guinea, che fluisce in prossimità della costa occidentale dell'Africa.
La risalita delle acque profonde (upwelling) crea fenomeni simili a quelli causati da El Niño, anche se l'intensità è molto più debole.